# فوفو
فوفو (یا فوفو ‎/ˈfuˌfu/‎ foo-foo ) یک غذای کوبیده و زده‌شده است که در آشپزی غرب آفریقا یافت می‌شود. این یک کلمه توئی است که از مردمان آکان در غنا نشات می‌گیرد. این کلمه به گونه‌ای گسترش یافته است که انواع مختلفی از غذای کوبیده‌شده موجود در سایر کشورهای آفریقایی از جمله سیرالئون، لیبریا، ساحل عاج، بورکینافاسو، بنین، توگو، نیجریه، کامرون، جمهوری دموکراتیک کنگو، جمهوری آفریقای مرکزی، جمهوری کنگو، آنگولا و گابن را شامل می‌شود. همچنین این غذا در مناطق آنتیل بزرگ و آمریکای مرکزی که نفوذ آشپزی آفریقایی زیاد است، دارای تغییرات و تنوع مختلفی است.